# Andrew Rock
Andrew Rock (Marshfield (Wisconsin), Estados Unidos, 23 de enero de 1982) es un atleta estadounidense, especialista en la prueba de 4x400 m, con la que ha logrado ser campeón mundial en 2005 y campeón olímpico en 2004.

## Carrera deportiva
En el Mundial de Helsinki 2005 ganó la medalla de oro en los relevos 4x400 m, con un tiempo de 2:56.91 que fue récord mundial, quedando por delante de Bahamas y Jamaica; y también consiguió otra medalla, la de plata en la carrera de 400 m, con un tiempo de 44.35 que fue su mejor marca personal, y quedando tras su compatriota Jeremy Wariner y por delante del canadiense Tyler Christopher que con 44.44 segundos consiguió el récord nacional de Canadá.
El año anterior, en los JJ. OO. de Atenas 2004 también había conseguido la el oro en los relevos 4x400 metros.